# Ray LaMontagne

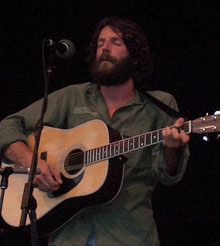
Ray LaMontagne

Ray Charles LaMontagne (New Hampshire, 18 juni 1973) is een Amerikaanse folksinger-songwriter. Na het horen van een liedje van Stephen Stills besloot hij zijn baan in een schoenenfabriek te beëindigen en een muziekcarrière na te volgen. Hij bracht in 2004 het album Trouble uit, in 2006 Till the Sun Turns Black, in 2008 Gossip in the Grain,in 2010 God Willin' & the Creek Don't Rise (samen met The Pariah Dogs) en in 2014 Supernova. Lamontagne draagt een camouflerende baard en staat bekend om zijn zachte hese stem. Hij heeft een aantal prijzen gewonnen voor zijn muziek en treedt vaak op voor goede doelen.

## Biografie
Ray LaMontagne is in 1973 geboren in Nashua, New Hampshire. Zijn vader was muzikant. Kort na Rays geboorte verliet zijn moeder zijn vader, terwijl deze op tournee was. Ray heeft jarenlang geen contact gehad met zijn vader. Het gezin reisde veel en vertrok uiteindelijk naar het noorden. Rays moeder verhuisde met haar zes kinderen naar elke plek waar ze werk kon vinden. Omdat de kinderen altijd weer nieuw waren op school maakten zij weinig vrienden. In zijn vrije tijd las Ray vooral Fantasy boeken in het bos.
Uiteindelijk belandde hij op de Morgan High School in Morgan, Utah. Hij voerde op school weinig uit, en spijbelde en vocht vaak met andere kinderen. Vanweg zijn lage cijfers slaagde hij met de hakken over de sloot. Na high school verhuisde LaMontagne. Hij ging van zijn familie naar Lewiston, Maine.
LaMontagne vond een baan in een schoenenfabriek in Lewiston. Hij werkte hier ruim 65 uur per week. Op een morgen, om 4.00 uur, hoorde hij het liedje “Treetop Flyer” van Stephen Stills op de radio. Nadat hij het album had gekocht, besloot LaMontagne om zijn baan eraan te geven en een poging te doen om een zangcarrière te beginnen. In 1999 begon hij met toeren. Daarnaast werkte hij ook nog als timmerman. In de zomer van 1999 nam hij een demo op met tien nummers die hij naar verschillende zalen in de omgeving stuurde. De eigenaar van een theater in de buurt nodigde hem uit om op te treden in een zaal waar ook folkmuziek-muzikanten stonden als John Gorka en Jonathan Edwards. Een zakenman hoorde later LaMontagnes demo en stelde hem voor aan Jamie Ceretta van Chrysalis Music Publishing. CMP nam Rays eerste album op en verkocht het aan RCA Records in Amerika en Echo Records in Engeland.

## Trivia
- In 2005 onderbrak LaMontagne een concert in Londen omdat het luidruchtige publiek geen aandacht had voor de support-act. Een jaar later zei hij daarover in een Engels muziekblad "Kinderachtig gedrag vraagt om een kinderachtige aanpak".
- Zijn song 'Be here now' was de soundtrack bij het programma Meneer de burgemeester (VRT, Canvas, 2012).
- Schrijver-filmregisseur Philippe Claudel gebruikte liedjes van LaMontagne in zijn film Une enfance (2015).

## Discografie

### Albums
| Album met eventuele hitnotering(en) in de Nederlandse Album Top 100 | Datum van verschijnen | Datum van binnenkomst | Hoogste positie | Aantal weken | Opmerkingen         |
| ------------------------------------------------------------------- | --------------------- | --------------------- | --------------- | ------------ | ------------------- |
| Trouble                                                             | 14-09-2004            | -                     |                 |              |                     |
| Till the sun turns black                                            | 29-08-2006            | -                     |                 |              |                     |
| Gossip in the grain                                                 | 14-10-2008            | 25-10-2008            | 48              | 4            |                     |
| God willin' & the creek don't rise                                  | 13-08-2010            | 21-08-2010            | 16              | 6            | met The Pariah Dogs |
| Supernova                                                           | 2014                  | -                     |                 |              |                     |
| Ouroboros                                                           | 2016                  | -                     |                 |              |                     |
| Part of the light                                                   | 2018                  | -                     |                 |              |                     |
| Monovision                                                          | 2020                  | -                     |                 |              |                     |

| Album met hitnotering(en) in de Vlaamse Ultratop 200 albums | Datum van verschijnen | Datum van binnenkomst | Hoogste positie | Aantal weken | Opmerkingen         |
| ----------------------------------------------------------- | --------------------- | --------------------- | --------------- | ------------ | ------------------- |
| Gossip in the grain                                         | 2008                  | 31-01-2009            | 25              | 14           |                     |
| God willin' & the creek don't rise                          | 2010                  | 21-08-2010            | 34              | 7*           | met The Pariah Dogs |

### Singles
| Single met hitnotering(en) in de Vlaamse Ultratop 50 | Datum van verschijnen | Datum van binnenkomst | Hoogste positie | Aantal weken | Opmerkingen |
| ---------------------------------------------------- | --------------------- | --------------------- | --------------- | ------------ | ----------- |
| You are the best thing                               | 2009                  | 14-02-2009            | tip8            | -            |             |